# Maine-et-Loire
Maine-et-Loire är ett franskt departement i regionen Pays-de-la-Loire. 
Departementet tillkom efter den franska revolutionen den 4 mars 1790 i enhetligthet med lagen från den 22 december 1789 och motsvarar provinsen Anjou. Ursprungligen hette departementet Mayenne-et-Loire och döptes till Maine-et-Loire först den 12 december 1791. Departementet Maine-et-Loire tillhör regionen Pays-de-la-Loire och angränsar till departementen Ille-et-Vilaine, Mayenne, Sarthe, Indre-et-Loire, Vienne, Deux-Sèvres, Vendée och Loire-Atlantique.
Departementet har fått sitt namn av de två floderna Maine och Loire. Här finns också floder som Mayenne, Loir och Authion. Maine-et-Loire har ett varierat landskap med skogbeklädda kullar i norr och söder åtskilda av Loiredalen. Departementets högst punkt är Colline des Gardes 210 m.
Städerna Angers och Saumur ligger i departementet.